# Светлана Ражнатович
Свѐтлана Ражна̀тович (на сръбски: Светлана Ражнатовић), родена Величкович, известна като Цеца, е сръбска певица. Наричана е Богинята или Майка на нацията. Известна е като кралица на балканската музика. През 2005 г. в Скопие получава награда за най-добър изпълнител на Балканите за всички времена. Цеца държи и рекордите за 3-те най-големи концерта в тази част на Европа: през 2002 г. на стадион „Мала Маракана“, Белград, с публика от над 100 хиляди души; през 2006 г. – Ушче, Белград, около 150 хил. души, и най-посещаваното събитие някога на Балканите, през 2013 г. – Ушче, Белград, около 170 хил. присъстващи.
Цеца е и единствената чуждестранна изпълнителка, която прави два концерта в два поредни дни в „Арена Армеец“, София, на които присъстват общо 40 хиляди души. Тя също изнася грандиозен концерт през август 2015 г. в Несебър пред 30 хил. души, които въпреки проливния дъжд са изпълнили стадиона и неотлъчно пеят с Цеца в продължение на 3 часа. Това е най-големият концерт в историята на България, изнасян в курортно селище.
Цеца започва кариерата си на 15-годишна възраст, с хитовете Цветак зановетак, Лепотан и Ципелице, които ѝ носят популярност сред младежката публика. В началото на 90-те години прави песни за по-възрастната аудитория, така се раждат хитовете Кукавица, Заборави, Шта је то у твојим венама, Фатална љубав, Београд, Иди док си млад, Кад би био рањен, Мртво море, Неодољив, неумољив и други, популярни на Балканите. През 1998 г. издава албума Маскарада, с който се превръща в най-популярната Балканска звезда.
През 2023 г. Цеца става най-младият носител на наградата за цялостно творчество на Националния музикален фестивал на Сърбия.

## Биография
Светлана Величкович е родена на 14 юни 1973 г. в Житораджа като първородната дъщеря в семейството на учителката Миряна Величкович и търговеца Слободан Величкович. На 19 февруари 1995 г. Цеца се омъжва за Желко Ражнатович-Аркан. От брака им се раждат синът им Велко (1996) и дъщеря им Анастасия (1998).
Светлана Ражнатович е била президент на ФК „Обилич“, чийто собственик е бил Желко Ражнатович. Той е убит в атентат на 15 януари 2000 г., след което Цеца се оттегля от обществения живот за известно време.

## Кариера

### 1988 – 1990 Началото
Още от 9-годишна възраст Светлана пее пред публиката. На 13-годишна възраст, когато е на почивка с родителите си на черногорското крайбрежие, изпълнението ѝ се наблюдава от Мирко Кодич, тогава известен акордеонист, който ѝ помага да запише първия си албум. Светлана издава първия си албум, Цветак зановетак, през 1988 г., и, за разлика от останалите певци, Светлана печели тийнейджърската публика с песента „Цветак зановетак“, с която добива голяма популярност. С тази песен печели фестивала в Илиджа. Албумът Цветак зановетак е издаден от ПГП РТБ.
На следващата година певицата издава втория си албум, Лудо срце. Популярни песни от албума са Буди дечко мој („Бъди мое гадже“), Забранићу срцу да те воли, както и Лепотан (тази песен Цеца и до днес пее на концертите си).
През 1990 г. излиза третият албум на Цеца, То Мики. От него хитове стават Ципелице (още една тийнейджърска песен), Другарице, проклетнице, също и Пустите ме да га видим (и тази песен Цеца и до днес пее на изявите си).

### 1991 – 1993 „Кукавица“
През 1990 г. албумите на Цеца са продадени в над 350 хил. бройки. През 1991 г. пълнолетието си отбелязва с албума Бабарога с хитовете Бабарога, Волим те, Бивши, Хеј вршњаци. През 1991 г. взима участие във филма Нечиста кръв в ролята на Костанца. След албума Бабарога Цеца записва албума Шано душо (през 1991 г. записан само за архива на ПГП РТБ (днес ПГП РТС). Албумът не се издава, но в интернет портала YouTube могат да се чуят песните Мој Драгане и Димитријо, сине Митре. През 1992 г. Цеца записва дуетна песен с Драган Коич-Кеба – У сну љубим медна уста.
През 1993 г. Цеца започва да работи с композитора Александър Радулович-Фута и текстописката Марина Туцакович. Записва албума Шта је то у твојим венама, познат също и като Кукавица. Цеца прави концерт пред 12 хил. души в Ташмайдан. Песента Кукавица се превръща в тотален хит на Балканите и до днес.

### 1994 – 2000 „Иди док си млад“, „Маскарада“, „Доказ“
Годината е 1994, издава се албумът Ја још спавам у твојој мајици с хитовете Ја још спавам у твојој мајици, Волела сам те, Ваздух који дишем, Куда иду остављене девојке. През същата година Цеца записва дуетната песен с Желко Шашич Ко на грани јабука. Издава албума Фатална љубав и следват хитовете Београд, Иди док си млад, Фатална љубав. През същата година Светлана прави концерт в зала „Пионир“. През 1996 г. издава албума Емотивна луда с хитовете Кад би био рањен, Рођен са грешком, Мртво море, Доктор, Неодољив-неумољив.
През 1997 г. Цеца Ражнатович издава албума Маскарада. От него се зараждат хитовете Маскарада, Неваљала, Вретено, Наговори. През 1999 г. заради бомбардировките от НАТО над Сърбия Цеца отлага издаването на албума Цеца 2000 със слогана „Нова жена за нови миленијум“ (Нова жена за новото хилядолетие) за края на годината. От този албум хитове стават песните Вотка са утехом, Црвено, Доказ, Опроштајна вечера. В този албум Цеца записва дуетни песни с Аца Лукас (Црни снег) и група „Луна“ (Другарице).

### 2001 – 2003 „Деценија“

#### Концерт на Маракана
На 15 януари 2000 г. в атентат е убит мъжът ѝ Желко Ражнатович – Аркан. Цеца прекратява промоцията на албума си и се зарича повече да не пее, също така забранява нейни клипове да бъдат излъчвани по телевизията. Връща се на музикалната сцена през октомври 2001 г. с албума Деценија с хитовете Забрањени град, 39.2, Драгане мој, Брука, Деценија, Тачно је. Песента 39.2 записва с техноритми. Дълги години Светлана Ражнатович е председател на фонда „Трето дете“.
На 15 юни 2002 г. прави концерт пред 80 хил. души в Белград на стадиона на ФК Цървена звезда „Мала Маракана“, с този концерт поставя рекорд за Балканите за концерт с най-многобройна публика. Две години е председателка на фондация „Трето дете“.
През 2003 г., след убийството на сръбския премиер Зоран Джинджич, в операция „Сабя“ Светлана Ражнатович е арестувана по обвинение, че съхранява оръжие в дома си без разрешение. След като прекарва почти четири месеца в централния затвор в Белград, е освободена, без да бъде доказана нейната вина. Цеца излиза от затвора и прекарва време с децата и приятелите си. След почивката подготвя новия си албум.

### 2004 – 2005 „Горе од љубави“
През 2004 г. излиза албумът Горе од љубави с хитовете от него Горе од љубави, Трула вишња, Пази с киме спаваш, Прљаво, Пепељара, План Б.
През 2005 г. Цеца прави London Mix, първия ѝ ремикс албум, с ремикс на песни от предходните ѝ два албума – Деценија и Горе од љубави. Албумът се продава в тираж от 100 хил. екземпляра. За просрещането на православната Нова година на 13 януари 2006 г., Цеца пее на площада в Ниш пред 80 хил. души.

### 2006 – 2008 „Идеално лоша“, Турне „Гром“, Концерт „Ушче 1“
През месец май 2006 г. започва кампанията за концерт на Ушће, състоящ се на 17 юни 2006 г. На същия концерт е промоцията на албума Идеално лоша.
На 17 юни 2006 г. на „Ушче“ в Белград прави най-големия концерт на Балканите (като подобрява своя рекорд от 2002 г., и от друга стара го подобрява този рекорд през 2013 г. с концерта „Ушче 2“, чиято публика е над 170 ниляди). Публиката е 150 хиляди, тогава промотира и новия си албум Идеално лоша с хитовете Пиле, Кожа памти, Лепи громе мој, Идеално лоша, Манта, манта. В края на 2006 г., на 18 декември, издава пакет DVD и CD Live от концерта на Ушче – Цеца Ушће Београд.
На 14 септември 2006 г. Цеца изнася тричасов концерт на Национален стадион „Васил Левски“, чиято публика наброява 10 хил. души.
Турнето „Гром“ е с продължителност от 2006 г. до 2009 г.

### 2009 – 2010 Студио Ceca Music
В началото на 2009 г. Цеца отваря свое звукозаписно студио – „Ceca Music“. През 2010 г. певицата има многобройни концертни изяви, като най-голямата е в Прилеп в Северна Македония пред 100 хил. души. До края на 2010 г. албумите на Цеца са 14.

### 2011 – 2012 „Љубав живи“
През 2011 г. записва албума Љубав живи, пуснат в продажба от 17 юни. От него се появяват хитовете Расуло, Штета за мене, Играчка самоће, Све што имам и немам, Љубав живи.
През февруари 2012 г. започва турнето си под надслов „Љубав живи“, което продължава до 2013 г. Междувременно през юни 2012 г. издава албума Ц-клуб, който съдържа две нови песни (Загрљај и Пробуди ме кад буде готово), а останалите са микспесни от предходния ѝ албум.

### 2013 – 2016 „Позив“

#### Концерт „Ушће 2“
Цеца прави своя втори концерт на „Ушче“ в Белград на 28 юни 2013 г. на Видовден. На концерта публиката е повече от 170 хиляди (както и около 10 хил. души извън огражденията), като с тази цифра отново поставя рекорд за най-многоброен концерт на Балканите. На концерта представя най-новия си албум Позив. Хитовете от албума са Позив, Да раскинем са њом, Име и презиме, Турбулентно, Добро сам прошла, 5 минута.

#### „Пинкове Звезде“
През 2014 г. Цеца е част от журито на новото музикално предаване за таланти „Пинкове Звезде“ заедно с Марина Туцакович, Мирослав Илич, Бора Джорджевич и Харис Джинович.

#### Посрещане на новата православна 2015 г.
Около 70 хил. души заедно със Светлана Цеца Ражнатович посрещат православната 2015 г. на Площада на свободата в Нови Сад. Въпреки многобройните забрани и петиции спектакълът се състои. Цеца изпълнява както новите хитове, така и старите си хитове. Изненадите за вечерта са старите песни, като Шта је то у твојим венама, Нећу да будем ко машина, Попиј ме као лек.

### 2016 – „Аутограм“
На 19 юни 2016 г. в профила си във Фейсбук, Цеца обявява името на новия си албум – „Аутограм“, както и списък с песните, които съдържа. Албумът е издаден на 25 юни 2016 г.
Четвъртото европейско турне на певицата носи името Аутограм.
Цеца е единствената сръбска певица, която изнася два концерта в зала Арена Армеец в София в два последователни дни - 16 и 17 март 2017 г., като броя на продадените билети възлиза на над 40 хиляди, а през двете вечери публиката пее хитовете от последния ѝ албум.
На 8 декември 2018 г. Светлана Ражнатович изнася безплатен концерт в Косовска Митровица, в знак на подкрепа на протеста на сърби от Косово и Метохия поради 100%-ното увеличение на данъка върху стоките от Сърбия и Босна и Херцеговина. Концертът е посетен от 10 хиляди души, пред които певицата изпява най-големите си хитове и произнася реч.

## Концерти
По-значими концерти
- Концерт на Маракана, Белград, Сърбия

На 16 юни 2002 г. Цеца изнася концерт в Белград на стадиона на ФК Цървена звезда. На този концерт присъстват над 100 хиляди зрители.
- Концерт на Ушче, Белград, Сърбия

На 17 юни 2006 г. в парк Ушче в сръбската столица Цеца изнася първия си концерт на тази локация, представяйки албума Идеално лоша, а също така това е първият концерт от турнето, носещо заглавието на представения албум. На този концерт присъстват около 150 хил. зрители, Ражнатович подобрява рекорда си от 2002 г.
- Концерт в Прилеп, Северна Македония

На 18 юли 2010 г. Цеца изнася един от най-големите си концерти извън територията на Сърбия. Този концерт е запомнен като един от най-посещаваните на сръбски изпълнител извън границите на родината си със 130 хиляди зрители, подобрявайки поставения рекорд на Ушче от 2006 г.
- Концерт на Ушче (2013), Белград, Сърбия

На 28 юни 2013 г., празник на Видовден, Цеца изнася втория си концерт в парк Ушче. С този концерт Цеца Ражнатович поставя рекорд по брой зрители в тази част на Европа. Присъстващите са над 170 хил. зрители, и това събитие е едно от най-посещаваните в историята, организирано в Белград. Цеца изпълнява 47 песни, а песента, с която открива концерта е Лепи громе мој. На този концерт е представен албума Позив, а също е и първият от турнето Позив. Турнето също е едно от най-успешните в кариерата на певицата.
- Концерт в Сараево, Република Сръбска, Босна и Херцеговина

На 30 август 2014 г., на стадиона на футболен клуб Славия в Източно Сараево, Цеца изнася концерт пред повече от 30 000 зрители. Певицата открива концерта с песента Неваљала. Повече от 30 хил. души пеят със сълзи на очи заедно с Цеца мегахита Лепи громе мој.
- Концерт в Несебър, България

На 21 август 2015 г. Цеца изнася концерт в българския курорт Несебър, поставайки рекорд по посещение на концертно събитие на курортен стадион. Този концерт е запомнен с това, че макар силният дъжд, който се сипе, стадионът е изцяло запълнен, така че повече от 30 хил. зрители присъстват и се радват на най-големите хитове на балканската певица.
- Концерт в София, България

На 16 март и 17 март 2017 г. Цеца изнася два концерта в София. Тя е единственият сръбски изпълнител, разпродал местата в зала Арена Армеец в София. Двата концерта, изнесени един след друг, в най-голямата спортна зала в България, се помнят с това, че са посетени общо от над 40 хиляди зрители. На тези концерти са представени песни от албума Аутограм.

## Личен живот

### Брак и майчинство
По време на представление, организирано от Сръбската доброволческа гвардия, паравоенна организация, известна още като „Тигрите на Аркан“, Цеца се запознава с бъдещия си съпруг Желко Ражнатович чрез поп певеца Оливер Мандич в Ердут на 11 октомври 1993 г. по време на войната в Хърватия. Когато е основата Партия на сръбското единство, Ражнатович я кани да пее. По същото време той е женен и разводът, който слага край на брака му, е финализиран два месеца преди сватбата му с Цеца. Желко предлага брак на Цеца на 7 януари 1995 г., като на 19 февруари същата година двата се женят. Първоначално родителите на Цеца са против брака ѝ с Ражнатович. Сватбата е излъчена по сръбските телевизии със заглавието Цеца и Аркан, а сръбските медии я наричат „сръбска приказка“. Цеца и Желко имат две деца – син Велко, роден през 1996 г., и дъщеря Анастасия, родена през 1998 г. Между двете раждания, на 30 септември 1997 г., Ражнатович е обвинен във военни престъпления, престъпления срещу човечеството и сериозни нарушения на Женевската конвенция. Желко Ражнатович е застрелян от четирима въоръжени мъже на 15 януари 2000 г. в хотел „Интерконтинентал“. Въпреки куршумите остава жив известно време, но по-късно умира в ръцете на съпругата си на задната седалка на автомобила, с който е откаран към болницата. След петнадесет месеца на траур Цеца прави първата си публична поява през април 2001 г. в телевизионно интервю, казвайки за съпруга си: „Част от мен умря в онзи ден... Винаги ще го обичам и само него, сигурна съм в това...“.

### Правни въпроси
Когато министър-председателя на Република Сърбия Зоран Джинджич е убит на 12 март 2003 г., властите започват операция „Сабя“. Домът на Светлана Ражнатович в Белград е претърсен като част от потушаването на мрежата от престъпници и националисти, които стоят зад убийството. Нападението води до задълбочено разследване. Цеца е арестувана на 17 март 2003 г. и обвинена в незаконно притежание на множество огнестрелни оръжия. Тя е една от десетките задържани и прекарва три месеца в затвора, твърдейки, че починалият ѝ съпруг е внесъл оръжията в къщата.
През 2011 г. тя се признава за виновна за присвояване на милиони евро от трансфер на играчи от футболния клуб ФК Обилич, който тя наследява от покойния си съпруг, и отново незаконно притежаване на единадесет оръжия. Цеца е обвинена в продажбата на петнадесет играчи от ФК Обилич на няколко международни футболни клуба (като ФК Фенербаче). Сръбските държавни прокурори я обвиняват, че е взела незаконно участие в продажбата на петнадесет играчи за лична употреба. Тя отрича да е участвала в каквито и да е незаконни дейности, като допълва, че покойният ѝ съпруг е отговорен за футболния клуб и че единадесетте незаконно притежавани оръжия, намерени в дома ѝ, са негови. В споразумението за признаване на вината ѝ е наредено да прекара осем месеца под домашен арест, избягвайки максималната присъда от 12 години затвор.
Официално е забранено на Светлана Ражнатович да влиза в Хърватия, тъй като е обявена за персона нон грата. В интервю певицата казва, че винаги е предпазлива, когато избира маршрутите си за пътуване.

## Дискография
- Цветак зановетак (1988)
- Лудо срце (1989)
- Пустите ме да га видим (1990)
- Бабарога (1991)
- Шта је то у твојим венама (1993)
- Ја још спавам у твојој мајици (1994)
- Фатална љубав (1995)
- Емотивна луда (1996)
- Маскарада (1997)
- Цеца 2000 (1999)
- Деценија (2001)
- Горе од љубави (2004)
- Идеално лоша (2006)
- Љубав живи (2011)
- Позив (2013)
- Аутограм (2016)

## Концертни турнета
- Първо югославско турне, 1993.
- Второ югославско турне, 1994.
- Трето югославско турне „Фатална љубав“, 1995.
- Първо европейско турне „Деценија“, 2002.
- Второ европейско турне „Ceca 2005“, 2005.
- Първо световно турне „Гром“, 2006/2010.
- Второ световно турне „Љубав живи“, 2012/2013.
- Трето европейско турне „Позив“, 2013/2016.
- Четвърто европейско турне „Аутограм“, 2016/2020.
- Пето европейско турне „The best of Ceca“, 2021.

## Фестивали
- 1988 Илиџа (Илиджа) – Цветак зановетак, награда за най-добър дебютант
- 1989 Међународни сајам музике (МЕСАМ) (Международен панаир на музиката) – Лепотан
- 1992 Хит парада – Волим те
- 1992 МЕСАМ – У сну љубим медна уста (дует с Драган Коич Кеба)